# Kriki
Pour l’article ayant un titre homophone, voir Criqui.
Kriki (de son vrai nom Christian Vallée) est un artiste français né à Issy-les-Moulineaux en 1965. Il incarne encore la culture punk dans l'art contemporain Français. Dès 1984 il participe à l'éclosion de ce que l'on nomme aujourd'hui le Street Art, mais il appartient aussi à cette sensibilité générationnelle de la Figuration Libre dont il contribuera à sa redynamisation.

## Biographie
Christian Vallée est né en 1965 à Issy-les-Moulineaux.
À 18 ans, il appartient au mouvement punk et fonde en 1983 un groupe de musique electro punk " Les Envahisseurs", dont il est le guitariste. Kriki assure la publicité du groupe par des affiches peintes, des graffitis et des pochoirs sur les murs de Paris. Il participe ainsi à l'émergence du Street art, quoiqu'il ne puisse s'y réduire. Le fameux critique Otto Hahn le rapproche ensuite du mouvement de la Figuration libre. Lors des concerts des Envahisseurs, apparaissent déjà des œuvres peintes de Kriki.
Il fonde en 1984 le groupe de plasticiens NuKlé-Art à Paris, avec Kim Prisu[réf. souhaitée].
C'est en 1985 que Kriki invente le Fuzz, un personnage imaginaire, mi-robot, mi-fétiche polymorphe autour duquel l'artiste invente tout un univers. Son nom, le Fuzz, est une référence à l'album « Psychedelic jungle » des Cramps. Kriki décline aujourd'hui son Fuzz grâce à divers médias : peinture, sculpture, photographie. Le Musée d'Art Moderne de la Ville de Paris s'emparera du Fuzz sous forme d'une édition devenue aujourd'hui collector.

## Expositions
- Agnes B, Paris;
- Galerie Enrico Navarra, Paris
- Reflex Gallery, Amsterdam
- Galerie Elisabeth Krief, Paris
- Galerie Nordine Zidoun, Luxembourg
- Galerie du Centre, Paris
- Guy Pieters Gallery, Knokke-Le-Zoute
- Galerie Jérome de Noirmont, Paris
- Galerie Kamel Mennour, Paris

- Galleria Il Capricorno, Venise[3]

### Collectives
- 1985 : Festival de peinture sauvage, Bondy[1]
- 1986 : Jean-Marc Patras, Paris[1]

### Personnelles
- 1987 : Loft, Paris[1]
- 1987 : Arte Fiera, Bologne[1]
- 2009 : Nordine Zidoun, Paris[1]
- 2009 : Deutsches Historisches Museum, Berlin[1]
- 2020 : Mediase, Galerie Suzanne Tarasiève, Paris[4]